# Edward Albee

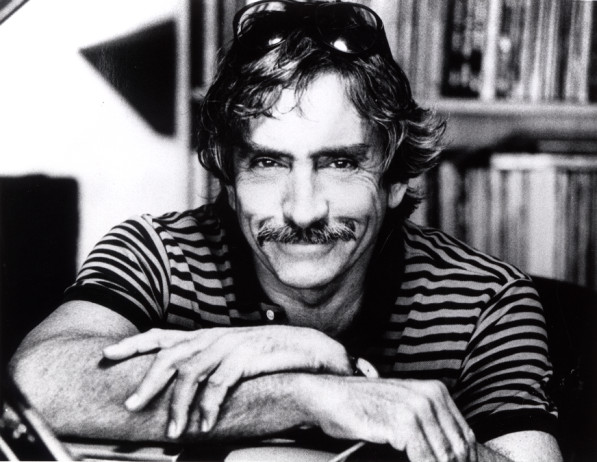
Edward Albee, okänt datum.

Edward Franklin Albee, född 12 mars 1928 i Washington, D.C., död 16 september 2016 i Montauk på Long Island i New York, var en amerikansk författare och dramatiker. Han har bland annat skrivit Vem är rädd för Virginia Woolf? (Who's Afraid of Virginia Woolf?, 1962) och Berättelsen om hunden (The Zoo Story, 1958), The Sandbox (1959) och The American Dream (1960).
Edward Albees verk anses välskrivna och är ofta osympatiska undersökningar av det moderna livets tillstånd. Hans tidiga verk uppvisar en stor kunskap om och amerikanisering av den absurda teatern som nådde sin topp genom verk av europeiska dramatiker som Jean Genet, Samuel Beckett och Eugène Ionesco.

## Biografi

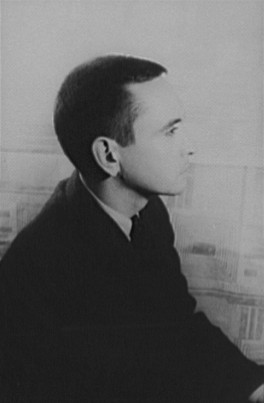
Edward Albee 1961.

Enligt Magill's Survey of American Literature (2007) var Edward Albee född någonstans i Virginia (detta i strid mot den mer allmänt rådande uppfattningen att han föddes i Washington, D.C.). Han adopterades två veckor senare av ett par bosatta i Westchester County i staten New York, där han sedan växte upp. Albees adoptivfar, Reed A. Albee — själv son till vaudevillemagnaten Edward Franklin Albee II — ägde ett antal teatrar, där Edward som ung, tidigt lärde känna teaterscenen. Hans adoptivmor var Reeds tredje fru, Frances.
Albee studerade vid Rye Country Day School i New York, därefter vid Lawrenceville School i New Jersey, varifrån han blev relegerad. Han sändes då till Valley Forge Military Academy i Wayne, Pennsylvania, där han tog examen 1945 vid 17 års ålder. Hans utbildning fortsatte vid Trinity College i Hartford, Connecticut, där han blev relegerad 1947 efter att ha skolkat och vägrat delta i den obligatoriska gudstjänsten.
Efter studierna försökte han utan större framgång att skriva lyrik och romaner. Från 1959 och framåt ägnade han sig i stället åt att skriva drama. En rad enaktare såsom Zoo story (1959), som var påverkad av den absurda teatern och uruppfördes i Berlin placerade honom i det amerikanska dramats avantgarde. Hans största succé är Broadwayproduktionen Vem är rädd för Virginia Woolf? (Who's afraid of Virginia Woolf?, 1962) i vilken han med humor blottlägger ett äktenskap byggt på illusioner. Pjäsen filmatiserades 1966 med Elizabeth Taylor och Richard Burton i huvudrollerna.

## Dramatik
- The Zoo Story (1958)
  - Berättelsen om hunden (otryckt översättning av Sven Barthel för Malmö stadsteater 1981)
  - Variationer på Zoo story (otryckt bearbetning av Fredrik Ohlsson för Kungliga Dramatiska teatern 1992)
- The Death of Bessie Smith (1959)
  - Så dog Bessie Smith (otryckt översättning av Olov Jonason för Göteborgs stadsteater 1965)
- The Sandbox (1959)
- Fam and Yam (1959)
- The American Dream (1960)
- Who's Afraid of Virginia Woolf? (1962) 
  - Vem är rädd för Virginia Woolf? (översättning Östen Sjöstrand, Bonnier, 1964)
  - Vem är rädd för Virginia Woolf? (otryckt översättning: Pierre Fränckel och Niklas Brunius för Riksteatern 1991)
- The Ballad of the Sad Cafe (1963)
- Tiny Alice (1964)
  - Miss Alice (otryckt översättning av Sven Barthel för Göteborgs stadsteater 1965)
- Malcolm (1965)
- A Delicate Balance (1966)
  - Balansgång (översättning Sven Barthel, Gleerup, 1968) (Även uppförd med titeln Känslig balans)
- Breakfast at Tiffany's (1966) (musikal) (baseras på romanen med samma namn av Truman Capote)
- Everything in the Garden (1967)
  - Alla har en trädgård (otryckt översättning av Sven Barthel för Helsingborgs stadsteater 1969)
- Box (1968)
- All Over (1971)
  - Slutet (otryckt översättning av Sven Barthel för Göteborgs stadsteater 1971)
- Seascape (1974)
- Listening (1975)
- Counting the Ways (1976)
- The Lady From Dubuque (1977-79)
- Lolita (1981) (baseras på romanen Lolita av Vladimir Nabokov)
- The Man Who Had Three Arms (1981)
- Finding the Sun (1982)
- Marriage Play (1986-87)
- Three Tall Women (1990-1991)
  - Tre långa kvinnor (otryckt översättning av Kerstin Gustafsson för Kungliga Dramatiska Teatern 1995)
- The Lorca Play (1992)
- Fragments (1993)
- The Play About the Baby (1996)
- The Goat or Who is Sylvia? (2000)
- Occupant (2001)
- Knock! Knock! Who's There!? (2003)
- At Home at the Zoo (2004)
- Me Myself & I (2007)

## Övrigt
- Stretching My Mind (Essäer 1960-2005) (Avalon Publishing, 2005)

## Priser och utmärkelser
- Pulitzerpriset 1967 för A Delicate Balance
- Pulitzerpriset 1975 för Seascape
- Pulitzerpriset 1994 för Three Tall Women